# Phú Thọ (thị xã)
Phú Thọ là một thị xã thuộc tỉnh Phú Thọ, Việt Nam.
Hiện nay, thị xã Phú Thọ không phải là tỉnh lỵ của tỉnh Phú Thọ, mà tỉnh lỵ là thành phố Việt Trì. Thị xã Phú Thọ có vị thế là trung tâm kinh tế, văn hóa, khoa học công nghệ, giáo dục đào tạo, y tế... phía tây - tây bắc và là một trong 4 vùng động lực phát triển kinh tế của tỉnh Phú Thọ, đồng thời là đô thị trung gian kết nối khu vực trung du và miền núi phía Bắc với đồng bằng Bắc Bộ và Thủ đô Hà Nội.

## Địa lý

### Vị trí địa lý
Thị xã Phú Thọ thuộc vùng trung du và miền núi phía Bắc, là nơi tiếp giáp giữa đồng bằng sông Hồng và vùng đồi núi, trung du, có vị trí địa lý:
- Phía đông và phía bắc giáp huyện Phù Ninh
- Phía tây giáp huyện Thanh Ba
- Phía nam giáp huyện Tam Nông và huyện Lâm Thao.

Thị xã Phú Thọ có vị trí nằm ở trung tâm của tỉnh Phú Thọ, cách thành phố Việt Trì 30 km, cách Sân bay quốc tế Nội Bài 80 km, cách trung tâm thành phố Hải Phòng 190 km, cách trung tâm thủ đô Hà Nội 90 km về phía Tây Bắc và cách cửa khẩu quốc tế Lào Cai 200 km.

### Điều kiện tự nhiên

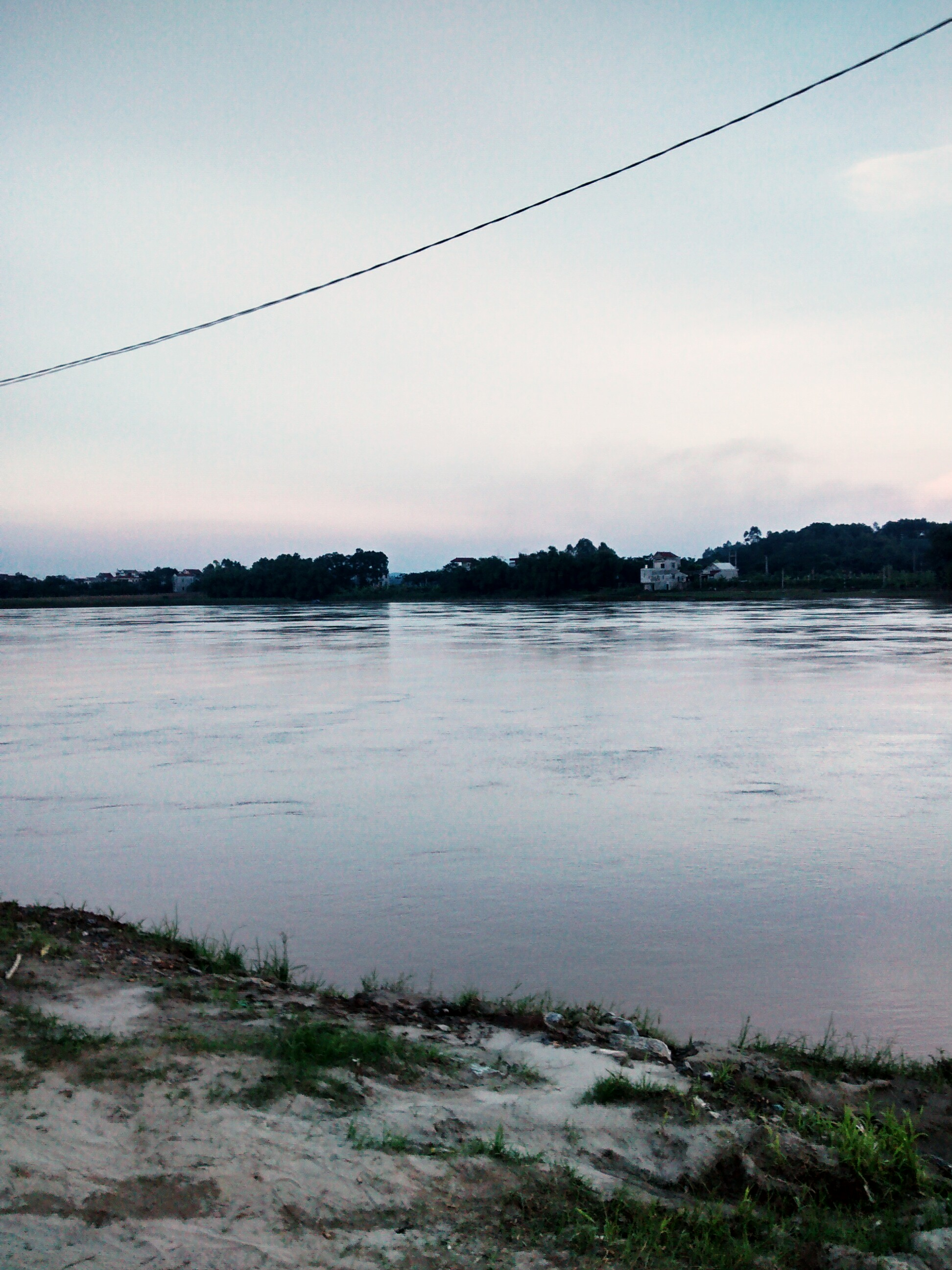
Một đoạn sông Thao (sông Hồng)

#### Địa hình
Nằm trong vùng trung du Bắc Bộ. Với địa hình bán sơn địa, điển hình theo dạng "bát úp", nằm trên vùng giáp ranh giới giữa Đồng bằng sông Hồng và vùng đồi núi thấp. Địa hình cao dần về phía bắc và tây bắc, thấp dần về phía sông Hồng.

#### Khí hậu
Thuộc vùng khí hậu Trung du Bắc Bộ, có nhiều đặc điểm gần với vùng đồng bằng Bắc Bộ, mùa mưa từ tháng 4 đến tháng 10; mùa khô từ tháng 11 đến tháng 3 năm sau. Nhiệt độ không khí trung bình 23℃. Lượng mưa ngày lớn nhất 701,2 mm, trung bình năm 1.850mm. Số giờ nắng trung bình năm 1.571 giờ.

## Lịch sử
Thị xã Phú Thọ chính thức được thành lập vào ngày 5 tháng 5 năm 1903 trên cơ sở làng Phú Thọ.
Thị xã Phú Thọ nằm bên bờ tả ngạn sông Hồng.
Ngày nay, thị xã Phú Thọ tuy không phải là trung tâm kinh tế - chính trị của tỉnh nhưng với bề dày truyền thống phát triển, đã từng là trung tâm tỉnh lỵ của Phú Thọ từ ngay đầu thế kỷ XX, là nơi trung chuyển, nối liền vùng Tây Bắc với Đồng bằng Bắc bộ nên có những tiềm năng dồi dào để bứt phá theo kịp xu thế phát triển chung của hội nhập kinh tế quốc tế nói chung và khu vực nói riêng.
Sau hơn 120 năm thành lập, thị xã đã được mở rộng về nhiều mặt, quan trọng nhất là về diện tích.
Làng Phú Thọ xưa vốn là một làng việt cổ thuần nông, dân cư thưa thớt, tập trung ở 3 khu vực gọi là các động, gồm: động Tiên - trung tâm của làng (phường Phong Châu ngày nay); động Cờ (phường Hùng Vương ngày nay) và động Cao (khu Cao Bang, phường Trường Thịnh nay là xã Thanh Minh).
Vào thời Hùng Vương thứ 18, người con trưởng của Bảo Quốc Công đại tướng Ma Khê đã đưa một bộ phận cư dân họ Ma từ núi Đọi (Cẩm Khê) sang cư trú và lập thành động riêng, sau đó hợp nhất với các động của làng, gọi chung là động Phú An. Qua các triều đại Đinh, Tiền Lê, Lý, Trần, Hậu Lê, tên gọi Phú An vẫn được giữ nguyên; khi thì gọi là Phú An bộ, khi thì gọi là Phú An xã hay làng Phú An. Đến năm 1890, vua Thành Thái (triều Nguyễn) chuẩn y cho đổi tên làng Phú An thành làng Phú Thọ; làng Phú Thọ nằm trong tổng Yên Phú, huyện Sơn Vi, phủ Lâm Thao, tỉnh Sơn Tây.

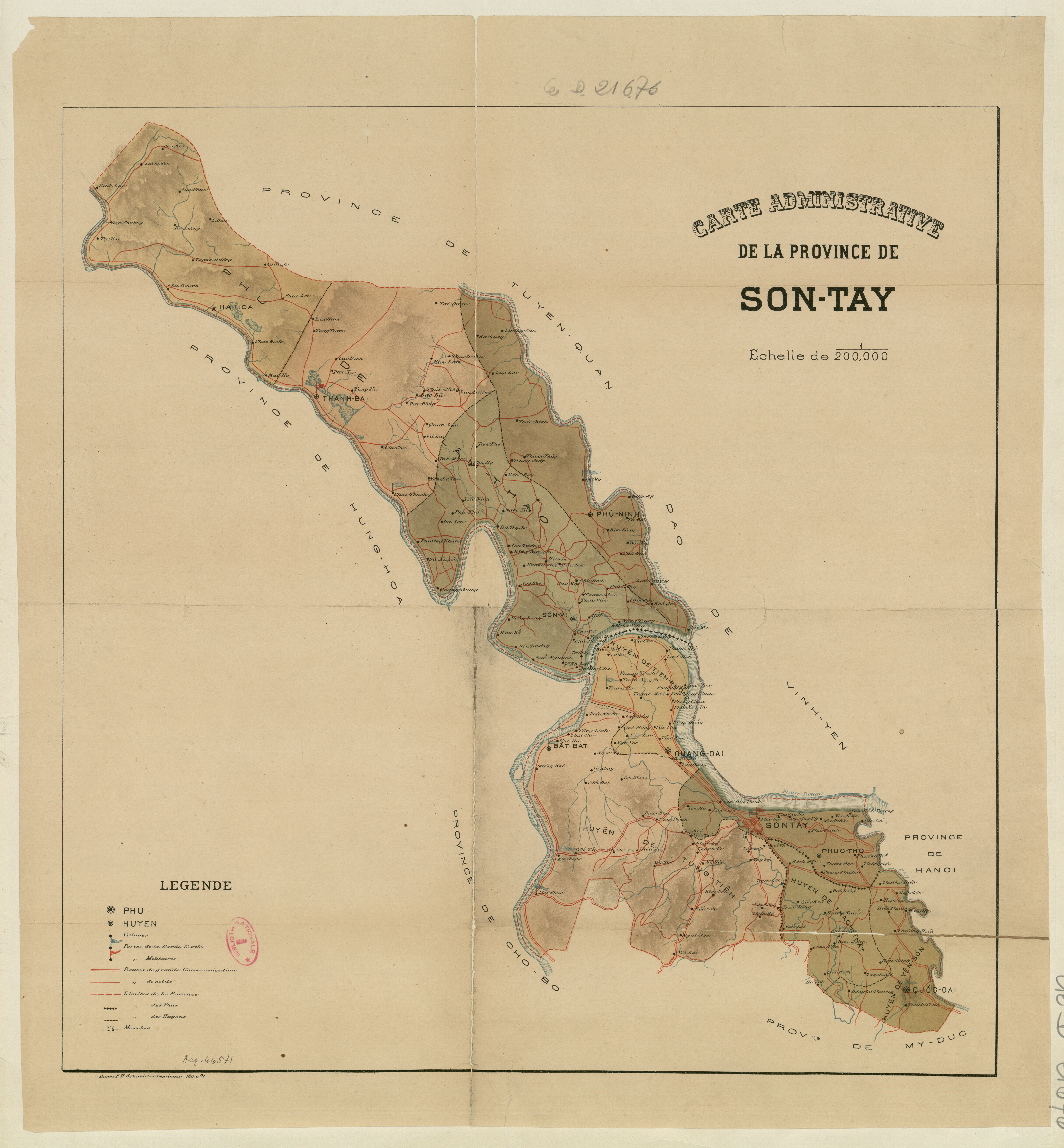
Làng Phú Thọ trong tỉnh Sơn Tây năm 1891

Ngày 5 tháng 5 năm 1903, Toàn quyền Đông Dương ký nghị định thành lập thị xã Phú Thọ trên cơ sở làng Phú Thọ thuộc tổng Yên Phú, huyện Sơn Vi. Khi đó thị xã Phú Thọ nằm ở vị trí trung tâm của tỉnh Hưng Hóa lại có sân bay, đường sắt sang Trung Quốc và nhà ga nên Toàn quyền Đông Dương Paul Doumer đã quyết định chuyển tỉnh lỵ của tỉnh Hưng Hóa từ làng Trúc Phê, tổng Thượng Nông, huyện Tam Nông về làng Phú Thọ, tổng Yên Phú, huyện Sơn Vi và đổi tên tỉnh Hưng Hóa thành tỉnh Phú Thọ.

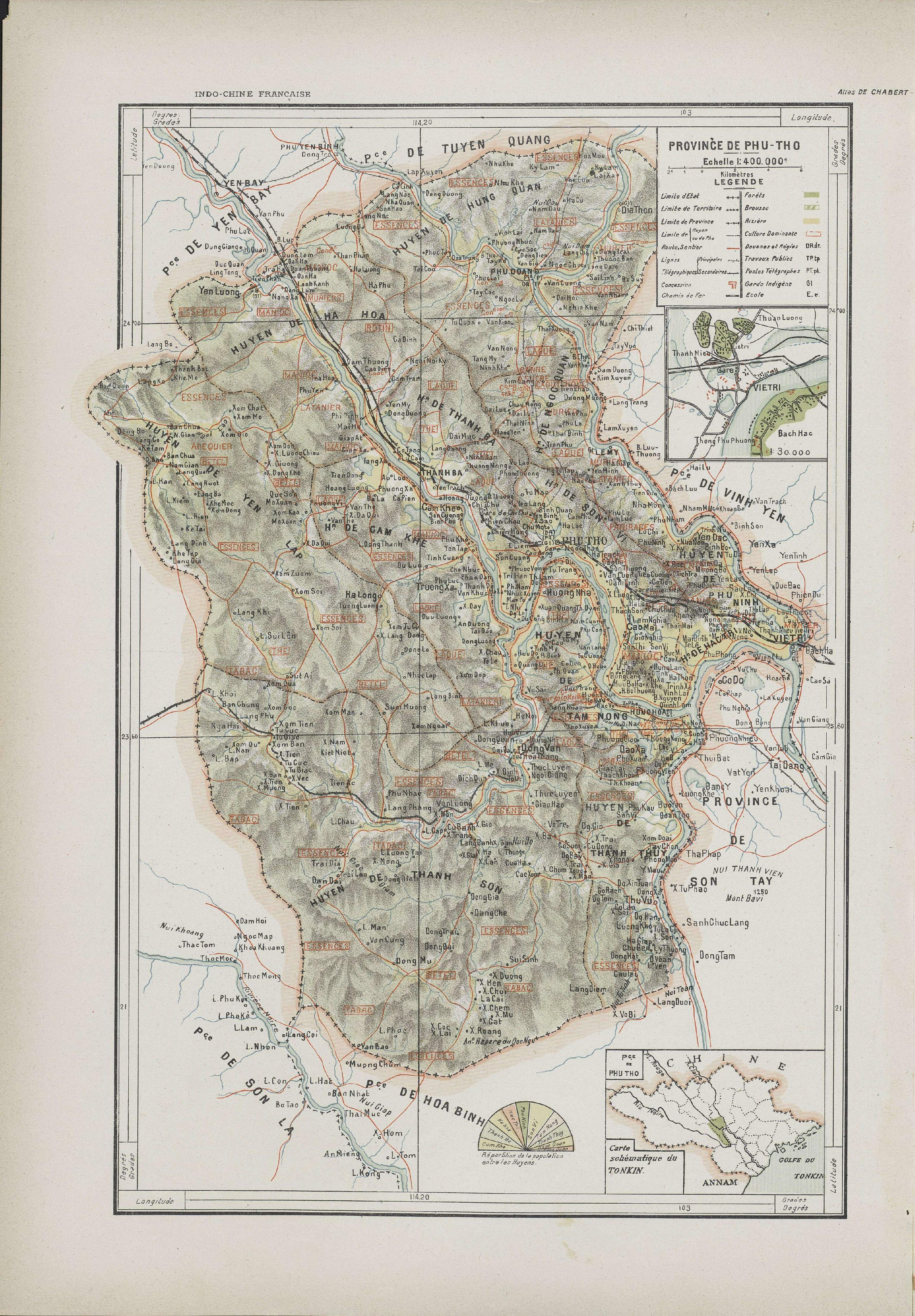
Bản đồ tỉnh Phú Thọ năm 1909

- Vị trí trung tâm tỉnh lỵ của thị xã Phú Thọ được thực dân Pháp duy trì và củng cố suốt 42 năm, từ khi thành lập cho đến năm 1945.

Ngày 4 tháng 2 năm 1967, sáp nhập hai xã Văn Lung, Hà Lộc thuộc huyện Lâm Thao và xã Trường Thịnh thuộc huyện Thanh Ba vào thị xã Phú Thọ.
Ngày 26 tháng 1 năm 1968, tỉnh Phú Thọ và tỉnh Vĩnh Phúc hợp nhất thành tỉnh Vĩnh Phú, thị xã Phú Thọ là một trong ba thị xã thuộc tỉnh Vĩnh Phú.
Sau năm 1975, thị xã Phú Thọ có 3 phường: Âu Cơ, Hùng Vương, Phong Châu và 3 xã: Hà Lộc, Trường Thịnh, Văn Lung.
Ngày 5 tháng 7 năm 1977, chuyển xã Thanh Minh thuộc huyện Thanh Ba về thị xã Phú Thọ quản lý.
Ngày 6 tháng 11 năm 1996, tỉnh Phú Thọ được tái lập, thị xã Phú Thọ tiếp tục giữ vững vai trò là một trung tâm kinh tế, văn hóa, giáo dục đào tạo, y tế, an ninh quốc phòng phía tây bắc của tỉnh.
Ngày 1 tháng 4 năm 2003, thị xã Phú Thọ được mở rộng trên cơ sở sáp nhập thị trấn Phú Hộ thuộc huyện Phù Ninh, xã Hà Thạch thuộc huyện Lâm Thao và 413,91 ha diện tích tự nhiên và 3.178 nhân khẩu của thôn Thanh Vinh, xã Thanh Hà thuộc huyện Thanh Ba. Đồng thời, thành lập các phường, xã mới thuộc thị xã Phú Thọ:
- Giải thể thị trấn Phú Hộ để thành lập xã Phú Hộ trên cơ sở toàn bộ diện tích tự nhiên và dân số của thị trấn Phú Hộ.
- Thành lập xã Thanh Vinh trên cơ sở 413,91 ha diện tích tự nhiên và 3.178 nhân khẩu của xã Thanh Hà.
- Chuyển xã Trường Thịnh thành phường Trường Thịnh.

Ngày 29 tháng 12 năm 2010, Bộ Xây dựng ban hành Quyết định số 1144/QĐ-BXD về việc công nhận thị xã Phú Thọ là đô thị loại III thuộc tỉnh Phú Thọ.
Ngày 23 tháng 7 năm 2013, chuyển xã Thanh Vinh thành phường Thanh Vinh.
Ngày 1 tháng 1 năm 2020, giải thể phường Trường Thịnh, địa bàn sáp nhập vào các phường Phong Châu, Hùng Vương và xã Thanh Minh.
Thị xã Phú Thọ có 4 phường và 5 xã như hiện nay.

## Hành chính
Thị xã Phú Thọ có 9 đơn vị hành chính cấp xã trực thuộc, bao gồm 4 phường: Âu Cơ, Hùng Vương, Phong Châu, Thanh Vinh và 5 xã: Hà Lộc, Hà Thạch, Phú Hộ, Thanh Minh, Văn Lung, với 62 khu dân cư, tổng diện tích 6.520,16ha.

## Dân cư

Hoạt động thể thao tại thị xã Phú Thọ

Thị xã nằm ở bờ tả ngạn sông Thao, trung tâm của tỉnh Phú Thọ. Thị xã Phú Thọ có diện tích tự nhiên là 64,6 km², dân số thường trú năm 2009 là 77.614 người, mật độ dân số là 1.201 người/km², trong đó khu vực nội thành có 39.899 người, mật độ 8.551 người/km².
Dân số năm 2013 là 91.650 người. Trong đó: Dân số thường trú 71.650 người, dân số tạm trú bao gồm dân nhập cư, học sinh, sinh viên và lao động tại các nhà máy, xí nghiệp 20.000 người.
Theo số liệu thống kê năm 2014, tính trên toàn đô thị, số lao động trong độ tuổi lao động là 43.161 người, trong đó lao động làm việc trong ngành công nghiệp, xây dựng là 12.965 người, lao động trong ngành thương mại – dịch vụ là 14.426 người, lao động trong ngành nông ngư nghiệp là 12.833 người.
Tỷ lệ lao động phi nông nghiệp là 68,1%. Tỷ lệ lao động qua đào tạo chiếm gần 39%.
- Trong đó khu vực nội thị là: số lao động làm việc trong ngành công nghiệp, xây dựng là 8.485 người, lao động trong ngành thương mại – dịch vụ là 10.818 người, lao động trong ngành nông ngư nghiệp là 3.848 người.
Trên địa bàn thị xã có hai tôn giáo chính: Phật giáo và đạo Công Giáo. 13,6% dân số theo đạo Công Giáo và 6,7% dân số theo đạo Phật.
Theo thống kê ngày 1 tháng 4 năm 2019, thị xã Phú Thọ có dân số là 70.653 người, trong đó: 
- Dân số thành thị là 25.308 người chiếm 36%
- Dân số nông thôn là 45.345 người chiếm 64%
- Dân số nam là 34.553 người
- Dân số nữ là 36.100 người.

## Kinh tế - xã hội

### Kinh tế
Hiện nay, thị xã Phú Thọ đang tập trung các nguồn lực để thực hiện các mục tiêu phát triển  KT-XH, xây dựng thị xã trở thành thành phố trực thuộc tỉnh Phú Thọ.

#### Công nghiệp - tiểu thủ công nghiệp
Tập trung khai thác có hiệu quả các lợi thế, tạo môi trường đầu tư thuận lợi thu hút các doanh nghiệp đầu tư vào lĩnh vực công nghiệp trong đó đặc biệt chú trọng phát triển các sản phẩm có giá trị gia tăng cao. Thu hút các doanh nghiệp có quy mô lớn, công nghệ tiên tiến, công nghệ sạch, sản phẩm có hàm lượng công nghệ cao đóng góp vào tăng trưởng kinh tế và thu ngân sách, với mục tiêu công nghiệp tăng bình quân năm từ 8,68% trở lên. 

#### Thương mại - Dịch vụ
Chú trọng phát triển về quy mô và nâng cao chất lượng các loại hình dịch vụ phục vụ sản xuất (tín dụng, ngân hàng, thông tin liên lạc, điện, nước...), dịch vụ tiêu dùng (ăn nghỉ, đi lại, y tế, đồ dùng sinh hoạt...) để từng bước phát triển thị xã thành trung tâm thương mại, dịch vụ, đô thị của vùng, đáp ứng được các yêu cầu phát triển của doanh nghiệp, các nhà đầu tư trong và ngoài nước. 

#### Nông nghiệp
Tập trung phát triển nông nghiệp cận đô thị, quy hoạch vùng sản xuất tập trung cho các sản phẩm nông nghiệp như: Rau an toàn, hoa, cây cảnh và sản xuất giống; xây dựng thương hiệu chè xanh Phú Thọ gắn với phát triển du lịch sinh thái, du lịch làng nghề.

### Xã hội

#### Giáo dục
Có 1 trường Đại học, 1 viện nghiên cứu, 4 trường cao đẳng, 5 trường dạy nghề. Quy mô đào tạo khoảng 15.000 sinh viên/ năm.
Các trường tiểu học tại thị xã Phú Thọ
- Trường Tiểu học Hùng Vương
- Trường Tiểu học Phong Châu
- Trường Tiểu học Lê Đồng
- Trường Tiểu học Trường Thịnh
- Trường Tiểu học Thanh Vinh
- Trường Tiểu học Thanh Minh
- Trường Tiểu học Văn Lung
- Trường Tiểu học Hà Lộc
- Trường Tiểu học Hà Lộc 2
- Trường Tiểu học Hà Thạch
- Trường Tiểu học Phú Hộ
- Trường Tiểu học Phú Hộ 2

Các trường trung học cơ sở tại thị xã Phú Thọ
- Trường THCS Hùng Vương
- Trường THCS Sa Đéc
- Trường THCS Phong Châu
- Trường THCS Trần Phú
- Trường THCS Thanh Vinh
- Trường THCS Thanh Minh
- Trường THCS Văn Lung
- Trường THCS Hà Lộc
- Trường THCS Hà Thạch
- Trường THCS Phú Hộ

Các trường trung học phổ thông tại thị xã Phú Thọ 
- Trường THPT Hùng Vương: Đường Hùng Vương, phường Hùng Vương
- Trường THPT thị xã Phú Thọ: Đường Hùng Vương, phường Hùng Vương
- Trường THPT Trường Thịnh: Phường Hùng Vương
- Trường THPT Dân tộc nội trú tỉnh Phú Thọ: Xã Hà Lộc
- Trung tâm GDNN-GDTX thị xã Phú Thọ: Phường Hùng Vương

Các trường cao đẳng
- Trường Cao đẳng Công nghiệp quốc phòng cơ sở 1: Phường Thanh Vinh
- Trường Cao đẳng Y tế Phú Thọ: Phường Thanh Minh
- Trường Cao đẳng nghề Công nghệ và Nông lâm Phú Thọ: Km 7, xã Hà Lộc
- Trường Cao đẳng Nghề Phú Thọ cơ sở 2: Khu 15, xã Hà Thạch.

Các trường đại học
- Trường Đại học Hùng Vương cơ sở II: Đường Nguyễn Tất Thành, phường Hùng Vương. Năm 2020, toàn bộ hoạt động của cơ sở II được chuyển về cơ sở I nằm ở thành phố Việt Trì. Trang thiết bị, cơ sở vật chất cũ được bàn giao lại cho UBND thị xã quản lý. "Về lâu dài, khuôn viên trường Đại học Hùng Vương cũ đã được quy hoạch làm Trung tâm hành chính của thị xã Phú Thọ, Thị ủy, Ủy ban sẽ chuyển hết lên trên đấy", ông Phạm Xuân Lâm - Chủ tịch UBND phường Hùng Vương, thị xã Phú Thọ chia sẻ.[16]

#### Y tế
Thị xã hiện có ba bệnh viện công lập, trong đó có 1 bệnh viện đa khoa và 2 bệnh viện chuyên khoa tuyến tỉnh là:
- Bệnh viện Đa khoa thị xã Phú Thọ (Số 69, Đ.Cao Bang, P.Âu Cơ) thuộc trường Cao đẳng Y tế Phú Thọ
- Bệnh viện Lao và Bệnh phổi tỉnh Phú Thọ (Số 402, Thanh Bình, P.Thanh Vinh)
- Bệnh viện Tâm thần Phú Thọ (Số 68, Đ.Cao Bang, P.Âu Cơ)

## Văn hóa

### Danh nhân
- Thị xã Phú Thọ có lịch sử hình thành và phát triển từ rất lâu đời. Trên địa bàn thị xã Phú Thọ ngày nay, xa xưa là Ma thành (sau gọi là thành Mè) do Ma Xuân (cháu chắt của Ma Khê) xây dựng. Hậu duệ của Ma Khê cầm đầu Ma tộc truyền đời trấn giữ thành Mè. Đến thời loạn 12 sứ quân, thành Mè do Ma Xuân Trường trấn giữ dưới quyền kiểm soát của sứ quân Kiều Thuận. Sau khi thành Hồi Hồ thất thủ, tướng quân Kiều Thuận chạy sang thành Mè kết hợp với Ma Xuân Trường chống lại Đinh Bộ Lĩnh. Đinh Bộ Lĩnh đánh chiếm thành Mè, Kiều Thuận tử trận. Ma Xuân Trường trốn thoát. Sau khi mất được Đinh Bộ Lĩnh vì thán phục uy đức mà truy phong ông là Ma tộc thần tướng. Ngày nay, thị xã Phú Thọ còn dấu tích thành Mè. Ở phố Phú An có đền thờ Ma Khê. Làng Trù Mật xã Văn Lung thị xã Phú Thọ có đền Trù Mật thờ Ma Xuân Trường và Kiều Thuận.
- Vào năm 1915, thị xã Phú Thọ là vùng hoạt động khá mạnh mẽ của một trong những tổ chức cách mạng nổi tiếng do giai cấp tư sản Việt Nam lập nên là Việt Nam Quang phục Hội. Dưới sự chỉ huy của Khuất Văn Bức (tức Tổng Chế), 239 nghĩa quân đã tiến công vào một số vị trí quan trọng của chính quyền thuộc địa ở thị xã Phú Thọ. Cuộc tiến công đã làm chấn động chính quyền thuộc địa ở Đông Dương.
- Lại Văn Sâm
- Nguyễn Vĩnh Tiến
- Nguyễn Văn Bình

### Lễ hội
- Lễ hội đền Trù Mật là lễ hội tiêu biểu nhất ở thị xã Phú Thọ, tôn vinh tướng quân Kiều Thuận thời 12 sứ quân và thuộc tướng của ông là Ma Xuân Trường cùng có công cai quản đất này. Lễ hội diễn ra tại đền Trù Mật ở xã Văn Lung và đền Mẫu Khuôn ở phường Hùng Vương.
- Lễ Hội Đền Hùng

Ngày giỗ Tổ Hùng Vương hoặc Lễ hội Đền Hùng hoặc Quốc giỗ là một ngày lễ của Việt Nam. Đây là ngày hội truyền thống của Người Việt tưởng nhớ công lao dựng nước của Hùng Vương. Nghi lễ truyền thống được tổ chức hàng năm vào mùng 10 tháng 3 Âm lịch tại Đền Hùng, thành phố Việt Trì, tỉnh Phú Thọ  và được người dân Việt Nam trên toàn thế giới kỷ niệm và tôn kính. Tín ngưỡng thờ cúng Hùng Vương đã được Bộ Văn hóa, Thể thao và Du lịch Việt Nam ghi danh vào Danh mục di sản văn hóa phi vật thể quốc gia (đợt 1) và UNESCO cô công nhận là Di sản văn hóa phi vật thể.

### Đặc sản
Thị xã Phú Thọ nổi tiếng với nhiều món ăn đặc sản quê hương như rau sắn, trám om kho cá, chè Phú Hộ... và đặc biệt các món bánh đã có lịch sử rất lâu đời như bánh tai Phú Thọ, bánh tẻ Hà Thạch hay bánh trung thu thị xã Phú Thọ.

## Giao thông
Hệ thống giao thông rất phong phú gồm cả đường bộ, đường thủy, đường sắt và đường hàng không.
Nơi đây có quốc lộ 2 và đường cao tốc Nội Bài – Lào Cai chạy qua, nối Hà Nội với các tỉnh vùng Tây Bắc và có tuyến đường sắt Hà Nội - Lào Cai chạy qua nơi này(dài 9,4 km). Đây cũng là điểm cuối của đường cao tốc Tuyên Quang – Phú Thọ.
Tổng chiều dài đường bộ là 425,51 km, chưa kể 3 tuyến đường lớn: Đường Hồ Chí Minh, Đường cao tốc Nội Bài - Lào Cai, Đường nối trung tâm thị xã với quốc lộ 2 và hàng chục tuyến đường tỉnh lộ, huyện lộ đang được đầu tư xây dựng với tổng chiều dài hàng trăm km như: Đường Hùng Vương (đi ngang qua khu công nghiệp Phú Hà), đường Trường Chinh (đường sân bay), đường Đinh Tiên Hoàng (đi xã Văn Lung)... Tỷ lệ đất giao thông nội thị so với đất xây dựng nội thị là 18,18%. Mật độ đường rộng trên 11,5m khu vực nội thị là 13,59 km/km².
Đường thủy trên sông Hồng có chiều dài qua thị xã hơn 10 km nhưng hiệu quả sử dụng chưa cao.
Thị xã còn có 1 sân bay quy mô nhỏ hiện đang do quân đội quản lý, trong quy hoạch có tính đến mở rộng để sử dụng dân sự khi cần thiết. Với hệ thống hạ tầng giao thông được đầu tư đồng bộ và hiện đại, thị xã Phú Thọ đang dần trở thành điểm trung chuyển lớn của không chỉ riêng Phú Thọ mà cả khu vực Tây Bắc. Tính liên kết vùng được đẩy mạnh tạo ra nhiều cơ hội để Phú Thọ thu hút đầu tư, phát triển kinh tế - xã hội trong tương lai.